# Мала Лигойна
Мала Лигойна (словен. Mala Ligojna) — поселення в общині Врхника, Осреднєсловенський регіон, Словенія. 
Висота над рівнем моря: 337,6 м.